# Государственный переворот в Персии (1921)
Государственный переворот 21 февраля 1921 года —  переворот против правительства премьер-министра Фатоллы-хана Акбара. Произошёл в ночь с 20 на 21 февраля 1921 года; был возглавлен Зияэддином Табатабаи и Резой-ханом (будущим шахом Резой Пехлеви) силами персидской казачьей дивизии. Непосредственное участие в нём приняли также офицеры персидской жандармерии Масуд Кейхен и Касем-хан Сайя и офицер казачьей дивизии Ахмад Амир-Ахмади. Причиной переворота было объявлено сохраняющееся, несмотря на прошедшие со времён Конституционной революции 15 лет, засилье олигархов, продолжавших грабить национальные богатства и мешавших проведению реформ.
Переворот привёл к смещению премьер-министра Акбара и утверждению Ахмед-шахом Каджаром нового правительства во главе Зияэддином Табатабаи. Реза-хан стал командиром воссозданной казачьей бригады (со званием сардар Сепах), Масуд Кейхен занял пост военного министра, Махмуд Джам — министра иностранных дел, а Казет-хан — военного губернатора Тегерана. Хотя переворот завершился победой восставших, Зияэддин Табатабаи оставался в своей должности всего 100 дней. После отставки на посту премьер-министра его сменил Ахмад Кавам. Важными итогами переворота стали подписание 26 февраля 1921 года Советско-иранского договора о дружбе, волна арестов крупных землевладельцев и провинциальных чиновников, не принявших новой власти (после падения правительства Табатабаи все они были освобождены), а также усиление авторитета Резы-хана.